# Обрезная доска

Обрезные доски, уложенные в штабель

Обрезная доска — пиломатериал размерами сечений от 16 × 8 мм до 250 × 100 мм. Обрезные доски изготавливаются из древесины разных пород. Основное отличие обрезной доски — это наличие обзола, не более допустимого по соответствующей нормативно-технической документации.

## Размеры
Размеры обрезной доски определяют по схеме a × b × l, где b — вычисляется как бо́льшая сторона поперечного среза, размер a — меньшая сторона, l — длина доски, например, 50×150×6000 мм.
Наиболее распространена доска следующих длин: 6000 мм, 4000 мм, 3000 мм.
На территории России наиболее распространена доска толщиной (параметр «a»): 22 мм, 25 мм, 30 мм, 40 мм, 50 мм, 100 мм, 150 мм.
Обрезную доску другой толщины исполняют из пиломатериалов стандартного размера методом продольного распила, строганием и пр.
Обрезную доску, у которой отношение стороны b к a равно двум и менее, называют брусом. Например, брус 100×100×6000 мм или брус 70×90×3000 мм.

## Типы досок
Бывает несколько типов обрезной доски. Основные отличия:
- Влажность:
  - сырые (влажность более 22 %);
  - сухие (влажность менее 22 %);
  - сырые антисептированные.
- Сорт. По ГОСТ 8486—86 и ГОСТ 6564—84[1] существует несколько сортов обрезной доски:
  - отборный сорт (судостроение, автомобилестроение);
  - первый сорт (судостроение, автостроение, мебель, строительство);
  - второй сорт (судостроение, автостроение, мебель, строительство);
  - третий сорт (автомобильная промышленность, мебель, строительство, тара и упаковка);
  - четвёртый сорт (тара и упаковка, малоответственные детали).

## Используемые материалы
В производстве доски используются любые древесные материалы, самые популярные из которых:
- сосна, ель, лиственница — хвойные породы;
- дуб и бук — твёрдые породы древесины;
- осина, берёза.